# Rothenturn

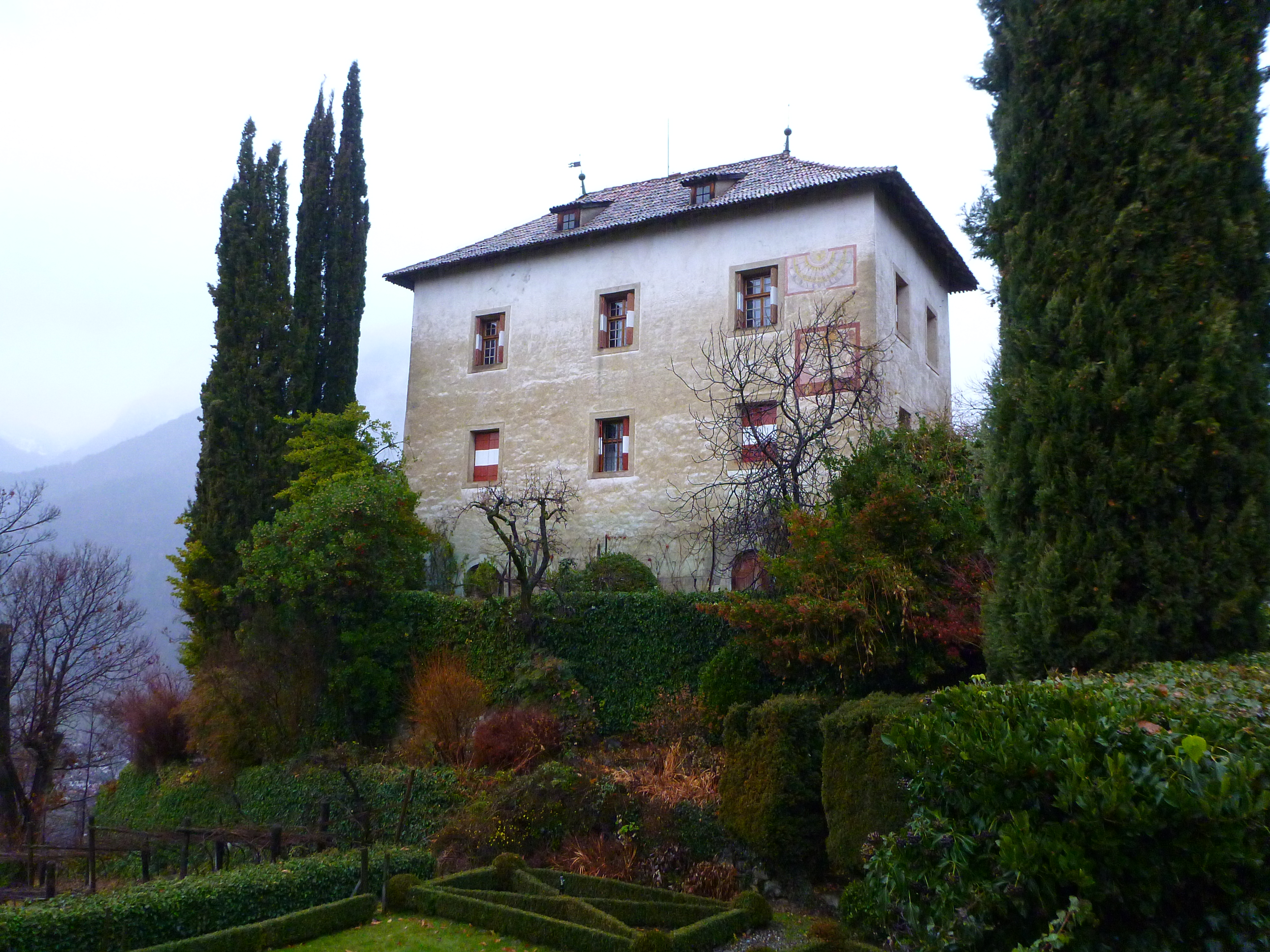
Rothenturn (2013)

Rothenturn (auch Rothenturm, Thurn-Schlössl und ähnliche Bezeichnungen und Schreibweisen) ist ein Ansitz in Schenna in Südtirol. 

## Gebäude
Der ursprünglich zinnenbewehrte Wohnturm auf einem langgestreckten Grundriss wurde um 1670 in die heutige Form gebracht. Das Gebäude hat eine regelmäßige Geschossunterteilung mit steingerahmten Fenstern. Ebenerdig ist eine Kapelle mit Pilastern, Gebälk und Kreuzgratgewölbe eingerichtet. Der erste Stock hat einen Mittelraum mit vier symmetrisch angeordneten Seitenräumen, der zweite Stock einen Saal mit zwei Seitenräumen.
Der zum Ansitz gehörende landwirtschaftliche Hof war zeitweise geteilt. In dessen Wohnhaus ist seit 1996 das Wirtshaus Thurnerhof eingerichtet und verpachtet.

## Geschichte
Die Entstehungszeit der Burganlage ist nicht bekannt. Sie war im 14. Jahrhundert im Besitz eines Familienzweiges der Herrn von Schenna und bis 1422 im Besitz der Herren von Starkenberg. Um 1454 gehörte die Burg einer Familie Steffel oder Stoffl. Um 1500 waren Hans und Kaspar zum Roten Turn Besitzer der Burg, von ihnen wurde der spätere Name abgeleitet.
Im Jahr 1583 war die Burg in bäuerlichem Besitz und wurde 1670 umgebaut. Graf Benedikt Mamming verkaufte den Ansitz 1697 an Hansen Malepell. 
Erzherzog Johann von Österreich erwarb 1845 das Schloss Schenna und das Schlösschen Rothenturn. Er und seine Nachkommen aus der Familie Meran ließen die verfallene Burg Rothenturm renovieren. Das Gebäude wurde 1961 an die Familie Ritter von Srbik, bzw. die liechtensteinische Rothenturmanstalt, veräußert.